# ラディカル・RXC

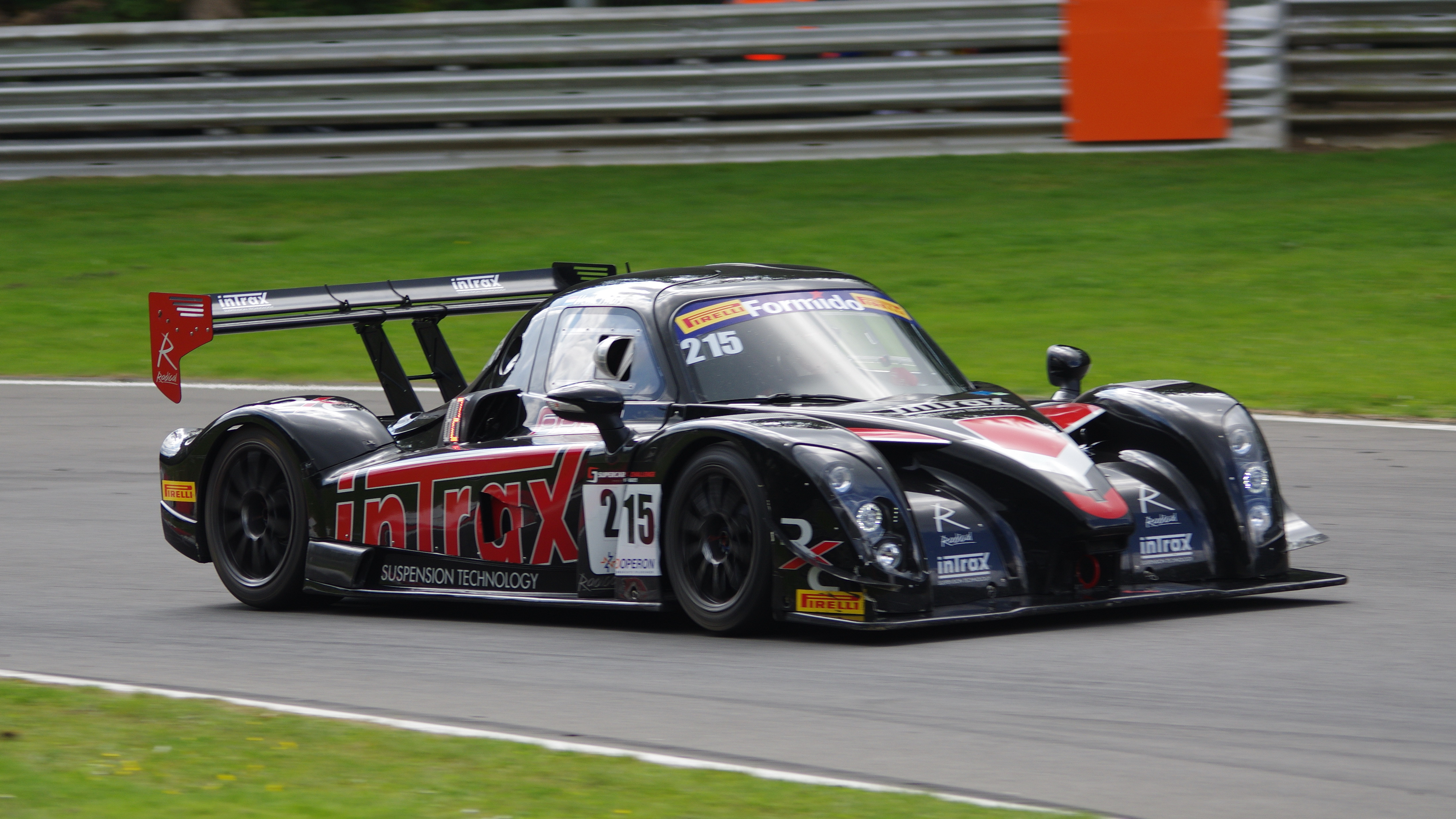
RXC V8

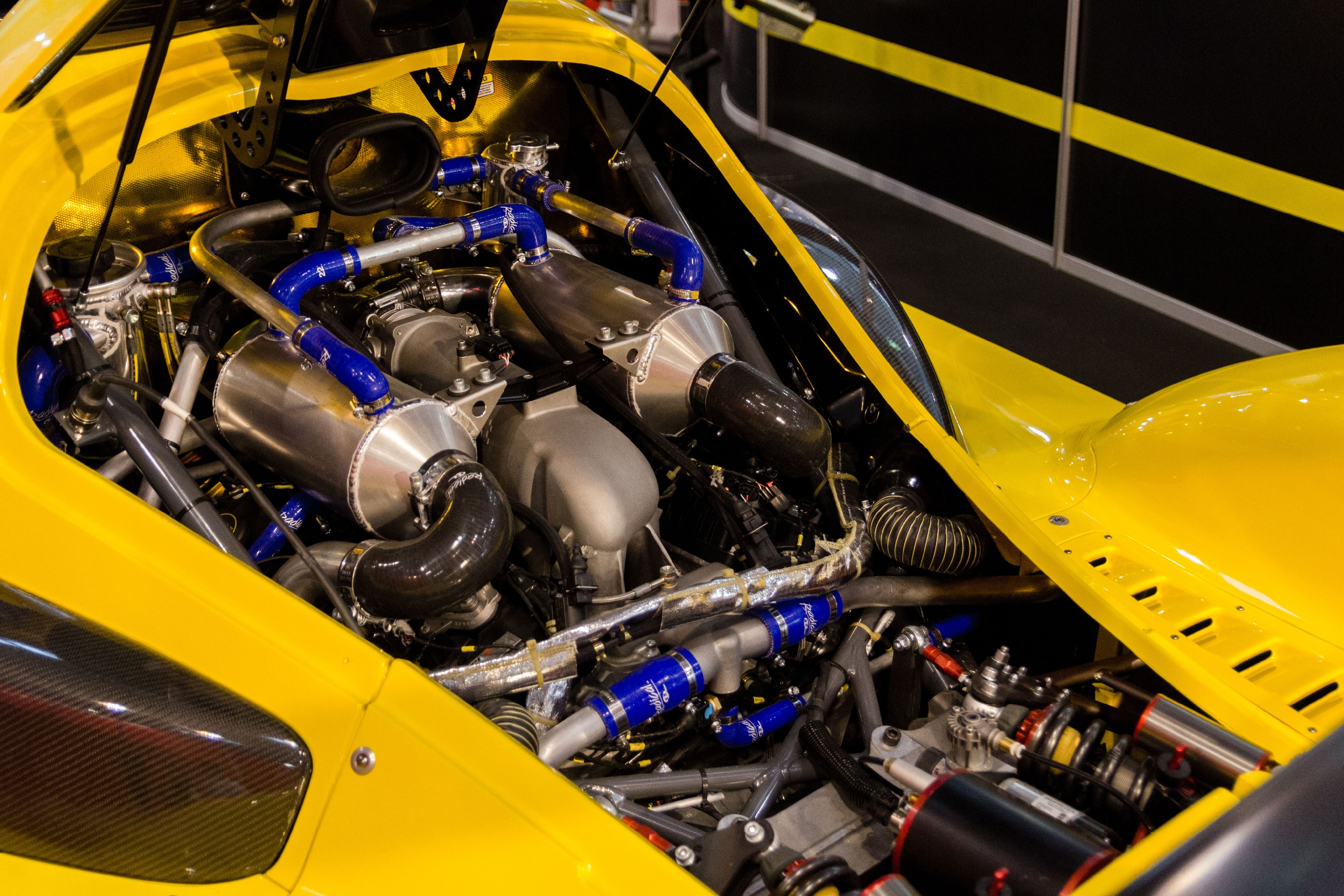
エンジンルーム

ラディカル・RXCは、イギリスの自動車メーカーのラディカル・スポーツカーズによって製造されたスポーツカーである。 2013年1月のオートスポーツ・インターナショナルで発表され、その後、多くの異なる仕様が発売されている。 

## モデル

### RXC（2013年-2016年）
2013年に発表され、最高355PSを発揮する3.7LV型6気筒のフォード・サイクロンエンジンの改良版を搭載するRXC V6と、スズキ・GSX1300Rハヤブサの直列4気筒エンジンを2基合体した2.7Lまたは3.0LのV型8気筒エンジン（それぞれ最高出力436PSと487PS）を搭載するRXC V8を用意した  。
基本設計は同社のSR9のルマンプロトタイプ仕様に基づいている。ボディは主に炭素繊維複合材料で作られており、エンジンは3種類すべてがクワイフ 製の7速セミオートマチックトランスミッションと組み合わせられ、ミッドシップに横置きされて後輪を駆動する。標準装備には、エアコン、パワーステアリング、ヒーター付きフロントガラスとミラー、調整可能な多機能ステアリング・ホイールが含まれる。   

### RXCターボ / RXC GT (2014年-現在)
RXCターボは、オリジナルのRXCの公開から1年後の2014年1月に、オートスポーツ・インターナショナルで発表された。 搭載されるエンジンは3.5LV型6気筒ツインターボのフォード・エコブーストエンジンで、最高出力は454PS、最大トルクは69.1kg·mに達する  。
RXCターボは2017年にRXC GTに改称された。現在は406PSを発揮する標準エンジンに加え、659PSを発生する現行のRXCスパイダーおよびRXCターボ600Rと同型のエンジンも用意されている。

### RXCスパイダー（2015年-現在)
2015年1月のオートスポーツ・インターナショナルで発表された。SR8 RXに代わってラディカルのフラッグシップとなる予定である。それまでのRXCと違いオープンコックピットを採用したオープンカーであり、空力性能が従来モデルに比べ大幅に向上している。
当初は3.0LのV型8気筒エンジンのみを搭載していたが、2016年には後述するRXCターボ500Rと同様の3.5Lツインターボエンジンも選択可能になった。さらに2017年には、RXCターボ600Rと同型式の、659PSを発生する3.5Lエンジンもラインナップに加わった。

### RXCターボ500（2015年-2016年）

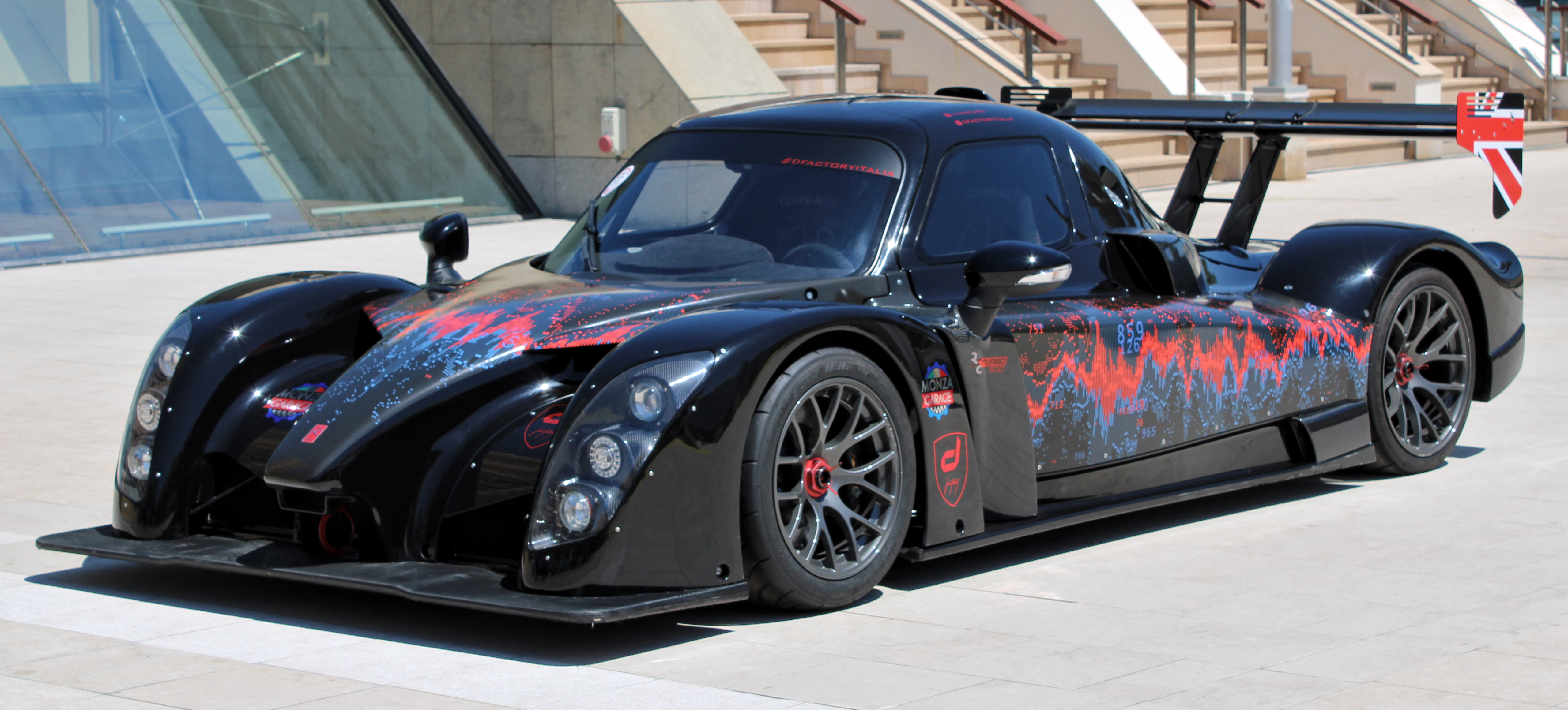
ラジカルRXC Turbo 500

RXCターボの高出力バージョンである。新たなチューニングを施された3.5LのV型6気筒ツインターボエンジンを除いたすべてがRXCターボからキャリーオーバーされている。最高出力は537PS、最大トルクは64.2kg·mである。

### RXCターボ500R（2016年-2017年）
2016年のジュネーヴ・モーターショーで発表された。ボディーには炭素繊維による軽量化技術を用い、ラディカルによればRXCターボから約50kgの軽量化を果たしているという。また、ブレーキの大型化やABSの採用などもされている。

### RXC GT3 (2016年-現在)
RXCターボをグループGT3規定に準拠させたタイプである。エンジンはデチューンされており、最高出力は507PSに抑えられている。また、トランスミッションは6速セミオートマチックトランスミッションになっている。その他、空力パーツの再設計やブレーキローター・ブレーキパッドの大型化などもなされている。

### RXCターボ600R (2017年-現在)
2017年のグッドウッド・フェスティバル・オブ・スピードにサプライズ登場した。他のターボモデルと同様に3.5LV6エンジンを搭載しており、最高出力659PSを誇る。

## 仕様

### パワートレイン
| エンジン                                 | モデル        | パワー        | トルク                | 製造年    |
| ---------------------------------------- | ------------- | ------------- | --------------------- | --------- |
| 3.7L フォード ・Duratec 37サイクロン V6  | RXC V6        | 350hp/6750rpm | 320lb⋅ft/4250rpm      | 2013–2016 |
| 2.7L RPE-RPX V8                          | RXC V8        | 430hp/9500rpm | 260lb⋅ft/7200rpm      | 2013–2016 |
| 3.0L RPE-RPY V8                          | RXC V8        | 480hp/9100rpm | 280lb⋅ft/7500rpm      | 2013–2016 |
| 3.0L RPE-RPY V8                          | RXCスパイダー | 440hp/9100rpm | 280lb⋅ft/7500rpm      | 2015–2017 |
| 3.5Lツインターボフォード・エコブーストV6 | RXCターボ     | 448hp/5500rpm | 500lb⋅ft/3500rpm      | 2014–2017 |
| 3.5Lツインターボフォード・エコブーストV6 | RXCターボ500  | 530hp/6100rpm | 481lb⋅ft/5000rpm      | 2015–2016 |
| 3.5Lツインターボフォード・エコブーストV6 | RXCターボ500R | 600hp/6700rpm | 465lb⋅ft/4200-6200rpm | 2016–2017 |
| 3.5Lツインターボフォード・エコブーストV6 | RXC GT3       | 500hp/–rpm    | –                     | 2016–現在 |
| 3.5Lツインターボフォード・エコブーストV6 | RXCターボ600R | 650hp/–rpm    | –                     | 2017–現在 |
| 3.5Lツインターボフォード・エコブーストV6 | RXCスパイダー | 650hp/–rpm    | –                     | 2017–現在 |
| 3.5Lツインターボフォード・エコブーストV6 | RXC GT        | 400hp/–rpm    | –                     | 2017–現在 |
| 3.5Lツインターボフォード・エコブーストV6 | RXC GT        | 650hp/–rpm    | –                     | 2017–現在 |

## 性能
以下は、現在販売中のモデルのメーカー公称値。 
| モデル        | 0-60 mph（秒） | 最高速度（mph） | 馬力 (bhp) | パワーウェイトレシオ（bhp / tonne） | 最大横G（G） |
| ------------- | -------------- | --------------- | ---------- | ----------------------------------- | ------------ |
| RXC GT        | 2.7            | 180             | 650        | 575                                 | 2.1          |
| RXCスパイダー | 2.7            | 180             | 650        | 644                                 | 2.1          |
| RXC 600R      | 2.7            | 180             | 650        | 575                                 | 2.1          |
| RXC GT3       | 2.7            | 180             | 500        | 430                                 | 2.1          |